# Templo Parroquial Nuestra Señora de Begoña (Naguanagua)
El Templo Parroquial Nuestra Señora de Begoña Naguanagua es un recinto religioso del municipio de Naguanagua, Venezuela. Es considerada Monumento Histórico Nacional y es la sede oficial para la veneración de Nuestra Señora de Begoña, por lo que recibe anualmente a miles de feligreses quienes con devoción asisten a rendirle homenaje a la patrona de Naguanagua.
La edificación, está ubicada en la Avenida Padre Seijas con calle Ambrosio Plaza, justo en frente de la Plaza Bolívar. Construida en 1788 por la compañía Guipuzcoana, sirvió como templo principal hasta 1936 cuando se inicia la construcción de la Iglesia actual, la cual se realizó sin destruir la otra, permaneciendo la capilla inicial como auxiliar.

## Capilla Colonial

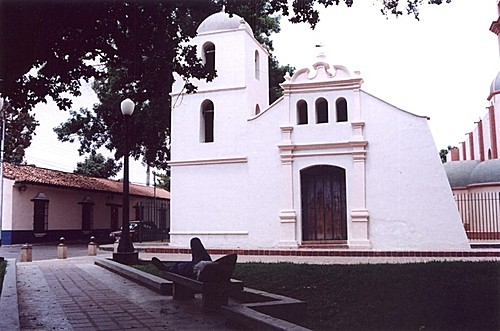
Fachada Capilla Colonial

En 1782  los vecinos del valle de Naguanagua, Bernardino López y Dionisio Matute, solicitan al gobierno eclesiástico de entonces, el obispo de Caracas, Mariano Martí; la creación de una parroquia que les permitiera satisfacer sus necesidades espirituales, quedando firmado el 14 de mayo de ese mismo año. Luego el 21 de enero de 1783 se marcó el sitio para la reconstrucción de la iglesia que fue costeada por los vecinos; nueve meses después fue nombrado el primer párroco, presbítero Vicente Ildefonso Seijas. En 1788 se concluyó la edificación que sirvió a la parroquia hasta 1936. Fue declarada el 2 de agosto de 1960 Monumento Histórico Nacional, según resolución publicada en la Gaceta Oficial n.º 26.320.
La sacristía tiene una sola nave, en el muro testero y a ella se llega por dos pequeñas puertas desde el presbiterio, unido a la nave central a través de un sencillo arco toral. El acceso a la torre, alineada con la fachada y cuyo cuerpo inferior corresponde al baptisterio, se efectúa por una escalera curva que destaca dentro de la austera volumetría de la edificación como elemento de gran valor plástico. La fachada principal está compuesta por un plano triangular donde se ha adosado la torre y su acceso destaca por un arco carpanel y una portada de líneas neoclásicas con pilastras
adosadas. Remata esta fachada tres aberturas para las campanas. La torre de tres cuerpos está cubierta por una cúpula de media naranja. En las fachadas laterales pueden verse contrafuertes y tres ventanas en cada una. En 1983 la iglesia fue restaurada por el Ministerio del Desarrollo Urbano, Mindur, bajo la responsabilidad del maestro Antonio Martín Porras.

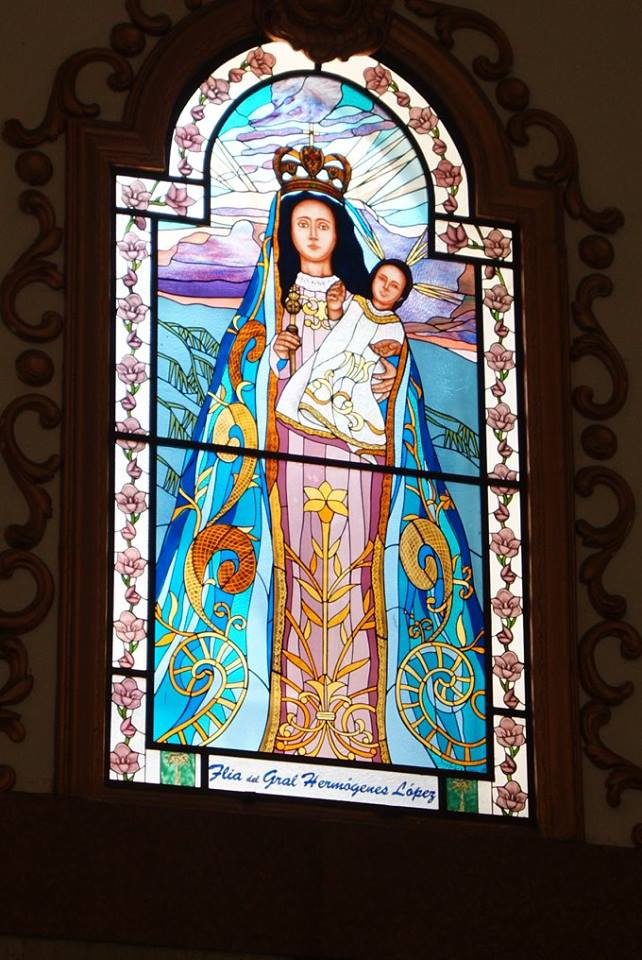
Vitral Central

## Santuario Mariano
El sacerdote Luis Antonio Rotondaro solicitó una autorización para levantar un nuevo templo y obtenido el permiso se avocó al proyecto. El templo corresponde a la época republicana. En su construcción participaron los sacerdotes Rodontaro Delgado, Jacinto Soto y Medardo Bacalao, quien culminó el templo entre 1943 y 1955. El 15 de agosto de 1955 se efectuó la ceremonia de inauguración dando por terminado la construcción del templo.
La fachada está compuesta por tres cuerpos definidos por cornisas. El primer cuerpo presenta tres puertas con vanos moldurados y rematados en arco de medio punto, el más alto enmarcado por pilastras. El tercer cuerpo está cornado por un frontispicio y alienados con él se hallan las torres, de un solo cuerpo, enmarcado por pilastras y una amplia cornisa, ambas torres decoradas con pináculos y coronadas por una cúpula con linterna. La planta interior está formada por tres naves cubiertas con techos de platabanda, separadas entre sí por dos líneas de arcadas ventanas rectangulares que dan claridad.
Además hay dos capillas una consagrada a Jesús Crucificado y la otra al baptisterio con media naranja esférica y en la parte superior ventanas rectangulares. También tiene un coro que ocupa las tres naves. Los muros son de concreto armado, revestidos con friso almohadillado.